# Tioga County (Pennsylvania)
Tioga County ist ein County im Bundesstaat Pennsylvania der Vereinigten Staaten. Bei der Volkszählung im Jahr 2020 hatte das County 41.045 Einwohner und eine Bevölkerungsdichte von 14 Einwohnern pro Quadratkilometer. Der Verwaltungssitz (County Seat) ist Wellsboro.

## Geschichte
Das County wurde am 26. März 1804 aus Lycoming County gebildet und nach dem Tioga River benannt. Die abschließende Organisation des Bezirks erfolgte am 11. Januar 1813.
Zehn Bauwerke und Stätten des Countys sind im National Register of Historic Places (NRHP) eingetragen (Stand 25. Juli 2018).

## Geographie
Das County hat eine Fläche von 2946 Quadratkilometern, wovon 9 Quadratkilometer Wasserfläche sind.

## Bevölkerungsentwicklung

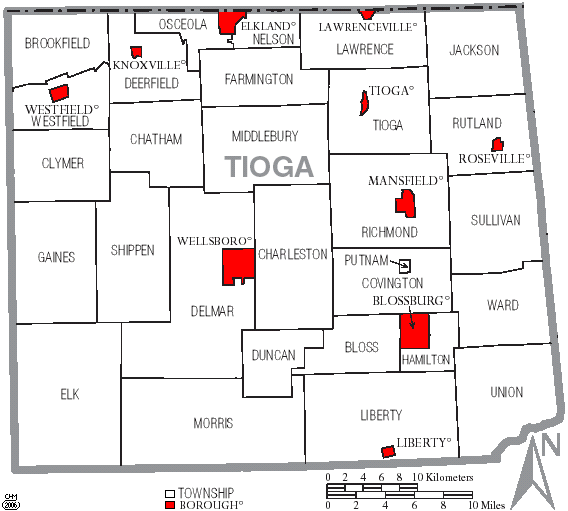
Karte des Tioga Countys

## Städte und Ortschaften
| - Bloss Township - Blossburg - Brookfield Township - Charleston Township - Chatham Township - Clymer Township - Covington Township - Deerfield Township - Delmar Township - Duncan Township - Elk Township - Elkland - Farmington Township | - Gaines Township - Hamilton Township - Jackson Township - Knoxville - Lawrence Township - Lawrenceville - Liberty Township - Liberty - Mansfield - Middlebury Township - Morris Township - Nelson Township - Osceola Township | - Putnam Township - Richmond Township - Roseville - Rutland Township - Shippen Township - Sullivan Township - Tioga Township - Tioga - Union Township - Ward Township - Wellsboro - Westfield Township - Westfield |